# Sarah Carlier
Pour les articles homonymes, voir Carlier.
Sarah Carlier, née le 16 juin 1990 à Etterbeek, est une musicienne-chanteuse-compositrice belge.

## Biographie
Née d'un père belgo-congolais et d'une mère tchadienne, Sarah Carlier compose ses premières chansons à 16 ans et qu'elle poste sur YouTube.
En 2009, elle présente un projet sur AkaStarter du label Akamusic. Celui-ci est finalisé par 283 producteurs et par la sortie de son premier sinle, Let's Believe.
En 2012, la jeune musicienne reçoit l'octave "Prix du public Bel RTL/Le tube belge de l'année" pour le tube "Tenderness" décernée lors des Octaves de la musique.

## Discographie
Album
- SMS 2014 (Label Tournesol)
  - My Counsellor
  - Mr James
  - Dreams
  - Misty
  - Shut
  - Big Girl
  - Save My Soul
  - Call You
  - I'm Yours
  - Under the Stars
  - All Along the Watchtower
  - This Story
  - Misery
- For Those Who Believe 2011 (Label Akamusic)
  - Chorus Man
  - Little Sister
  - Backstage (Radio Edit)
  - Since
  - For Those Who Believe
  - My Dear
  - Tenderness
  - Let's Believe
  - He Said
  - Let The Thunder Boom
  - Mister Ray
- Shy Girl 2019

Singles
- Backstage 2011 (Label Akamusic)
  - Backstage
- Let's Believe 2009 (Label Akamusic) et 2010 (Universal Music Distribution Deal)
  - He Said
  - Since
  - Let's Believe